# محوطه اراضی اقبالیه
محوطه اراضی اقبالیه مربوط به هزاره اول قبل از میلاد است و در شهرستان کاشان شهر راوند، جنوب تپه سیلک واقع شده و این اثر در تاریخ ۱۹ اسفند ۱۳۸۰ با شمارهٔ ثبت ۴۸۵۰ به‌عنوان یکی از آثار ملی ایران به ثبت رسیده است.